# Les Derniers Jours (film, 1998)
Pour plus de détails, voir Fiche technique et Distribution.
Les derniers jours (The Last Days) est un film documentaire américain réalisé par James Moll et produit par Steven Spielberg, sorti en 1998.

## Synopsis
Le documentaire relate l'histoire de cinq juifs hongrois durant l'holocauste, en s'intéressant notamment à la vie dans les camps de concentration et au désir de vivre des prisonniers.

## Récompenses et distinctions
Le film obtint l'Oscar du meilleur film documentaire.